# Telogén effluvium
A telogén effluvium egy fejbőrbetegség, amelyet a haj elvékonyodása vagy hullása jellemez, ami a haj korai telogén fázisba (a hajhagymák nyugalmi fázisába) való belépése miatt következik be. Ebben a fázisban kezdenek el fokozott ütemben hullani a telogén hajszálak, ahol a hajhullás hozzávetőleges mértéke (ami nem befolyásolja a megjelenést) normális esetben napi 125 hajszál.
A hajciklusban 5 lehetséges változás vezethet ehhez a hajhulláshoz: azonnali anagén felszabadulás, késleltetett anagén felszabadulás, rövid anagén szindróma, azonnali telogén felszabadulás és késleltetett telogén felszabadulás.
- Azonnali anagén felszabadulás akkor következik be, amikor a tüszők elhagyják az anagént, és stimulálódnak, hogy idő előtt belépjenek a telogén fázisba. A hatások 2-3 hónappal később válnak láthatóvá a fokozott telogén kiáramlással.
- A késleltetett anagén felszabadulás, amely leggyakrabban a terhességgel társul, az anagén meghosszabbodását jelenti a terhességi hormonok hatására, ami késleltetett, de szinkron és erős szülés utáni szőrhullást eredményez.
- A rövid anagén szindrómát idiopátiás és tartós telogén szőrhullás, valamint a hosszú szőrzet növesztésének képtelensége jellemzi. Ez az anagén időtartamának lerövidülésének eredménye, ami azt jelenti, hogy egy adott időpontban több telogén szőrszál van, és a krónikus TE-esetek többségéért felelős.
- Az azonnali telogén felszabadulás általában a telogén gyógyszer által kiváltott rövidülésével történik, ami a tüszők idő előtti visszatéréséhez vezet az anagén fázisba, ami a klubszőrzet (telogén) tömeges felszabadulását okozza. Az olyan gyógyszerek, mint a minoxidil, azonnali telogén felszabadulást válthatnak ki.
- A késleltetett telogén felszabadulás egy elnyújtott telogén fázist foglal magában, amelyet egy késleltetett átmenet követ az anagén fázisba. Ez olyan állatoknál fordul elő, amelyek szinkron szőrzeti ciklussal rendelkeznek, és szezonálisan hullatják szőrüket vagy téli bundájukat. Ez néha az emberek szezonális hajhullását is felelőssé teszi.

Az érzelmi vagy fiziológiai stressz a normális hajciklus megváltozását okozhatja, és rendellenességet okozhat, amelynek lehetséges okai közé tartoznak az étkezési zavarok, a gyorsított diéták, a terhesség és szülés, a krónikus betegség, a nagyobb műtét, a vérszegénység, a súlyos érzelmi zavarok, a pajzsmirigy-alulműködés és a gyógyszerek.
A diagnózis megerősítésére elvégzendő diagnosztikai vizsgálatok közé tartozik a trichogram, a trichoszkópia és a biopszia. Az effluvium hasonló megjelenésű lehet, mint az alopecia totalis, további megkülönböztetéssel a klinikai lefolyás, a leszedett tüszők mikroszkópos vizsgálata vagy a fejbőr biopsziája alapján. A szövettani vizsgálat telogén szőrtüszőket mutat a dermiszben, minimális gyulladással az effluviumban, és sűrű peribulbáris limfocitás infiltrációt az alopecia totalisban.
A D-vitamin szintje is szerepet játszhat a normál hajciklusban.
Számos új kozmetikai kezelésről számoltak be, többek között a Stemoxydinról, a Nioxinról, a minoxidilról és egy leöblítendő technológia kombinációjáról: koffein, niacinamid, pantenol, dimetikon és egy akrilát polimer (CNPDA). Ez a kezelés kimutatta, hogy 2–5 μm-rel növeli a fejbőrön lévő egyes hajszálak átmérőjét, ami az egyes hajszálak keresztmetszeti területének jelentős, körülbelül 10%-os növekedését eredményezi. Ezenkívül a CNPDA-val vastagított hajszálak a vastagabb rostok megváltozott mechanikai tulajdonságait is mutatják; fokozott rugalmasságot/hajlékonyságot, és fokozott erőállóságot mutatnak törés nélkül.